# Bypass (informática)
Un bypass en informática, es un circuito que actúa como válvula modificando el flujo normal de datos hacia una ruta alternativa si se produce una caída de corriente o algún otro problema. Se utiliza en sistemas de alta disponibilidad. Suelen ser dispositivos mecánicos para evitar que les afecten los fallos eléctricos. Cuando falla la corriente se dispara una "pinza" que cortocircuita el circuito alternativo.
Etapa final de un UPS donde se produce el cambio entre energía eléctrica directa, o respaldo de batería.
También se lo conoce como un archivo que puede interferir en la base de datos de varios servidores, que al cual se le puede editar lo que dicho archivo tiene como características.
- Datos: Q5736237

Zona Android Bypass